# 서펜타인 (호수)

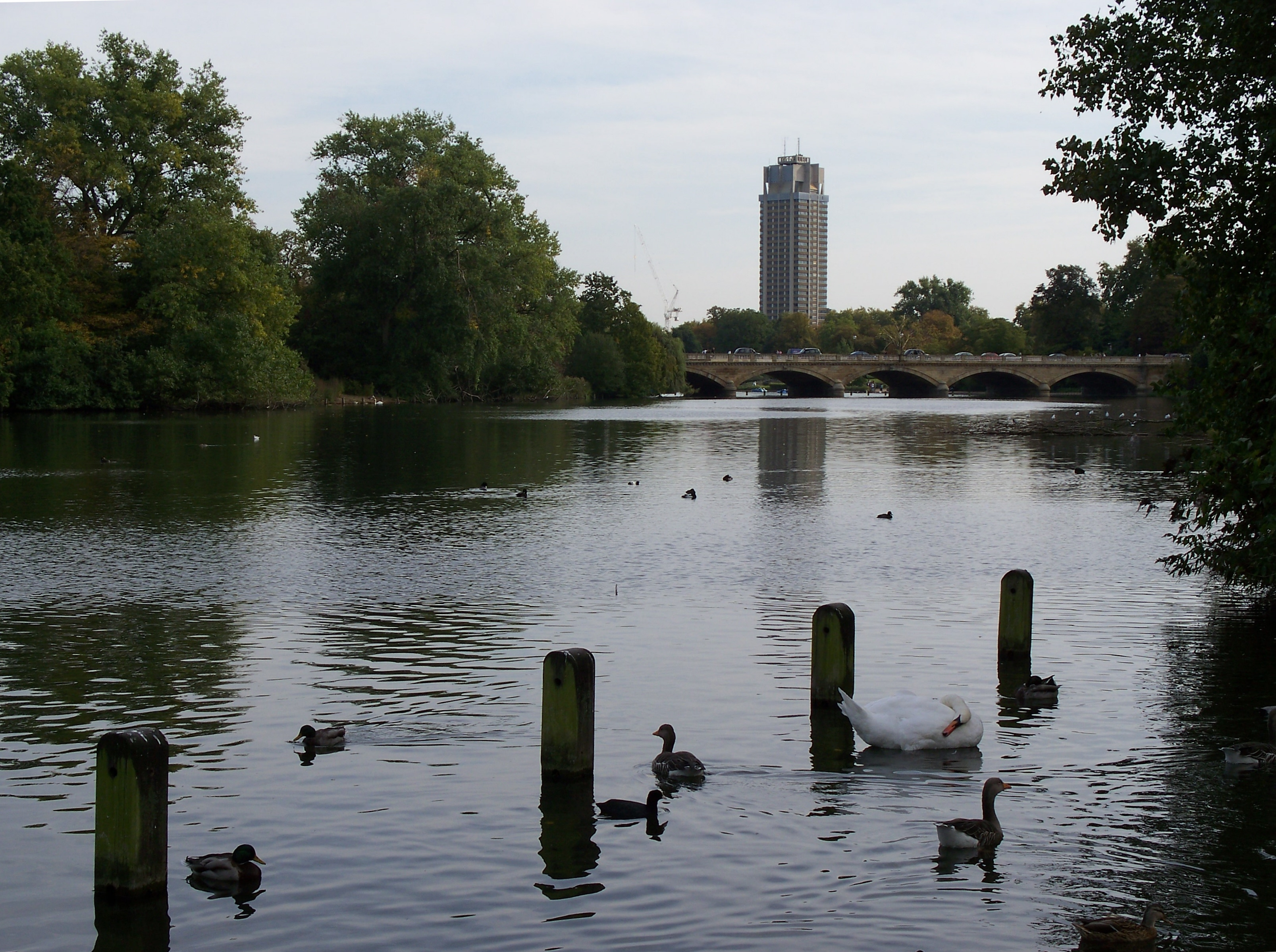
서펜타인

서펜타인(영어: The Serpentine)은 잉글랜드 런던 하이드 파크에 있는 인공 호수이다. 수심은 5 ~ 6m이다. 연못 중간에 서펜타인 다리(Serpentine Bridge)가 가설되어 있다.
호숫가에는 2 개의 호숫가 레스토랑과 다양한 레크리에이션 시설이 있다.

## 같이 보기
- 하이드 파크